# Hypnodendron junghuhnii
Hypnodendron junghuhnii là một loài Rêu trong họ Hypnodendraceae. Loài này được (Müll. Hal.) A. Jaeger & Sauerb. mô tả khoa học đầu tiên năm 1861.